# Сенат Речи Посполитой
Сенат Речи Посполитой — верхняя палата сейма Королевства Польского, а после — Речи Посполитой. Сенат был одним из трёх сословий (наряду с посольской избой и королём), составлявших Сейм Речи Посполитой.

## Предыстория

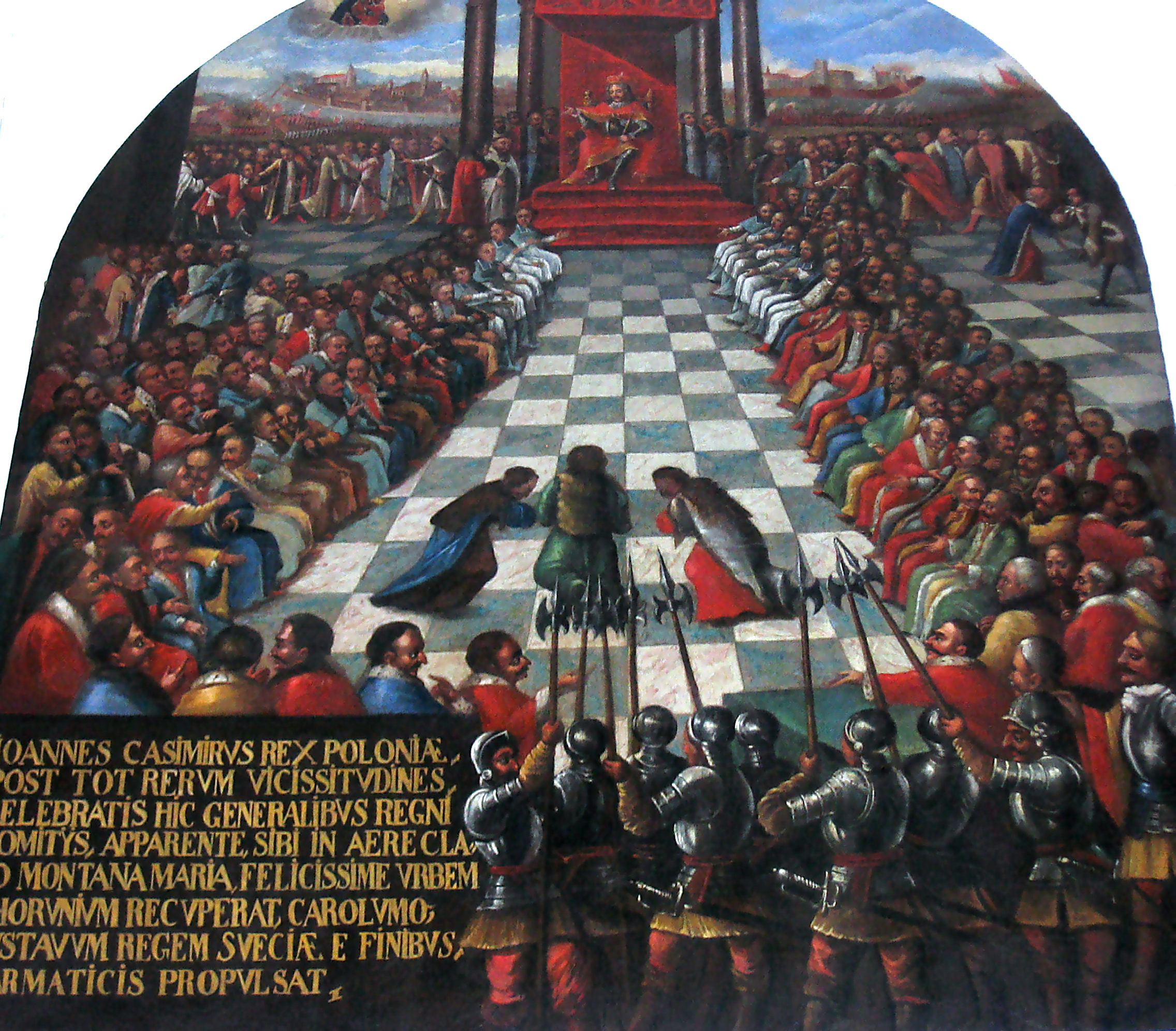
Собрание сената на Ясной Горе в 1661 году

Во время правления Казимира Великого был создан новый орган власти — королевский Совет (пол. Rada królewska), состоявший из назначаемых королём сановников, таких как подканцлер, подскарбий, придворный маршал. В этом совете преобладали представители малопольской знати и высшее малопольское духовенство. Королевский совет был учреждением, представлявшим интересы наиболее влиятельных слоев, принадлежность к которым определялась наличием богатых имений и занимаемыми должностями. В 1493 году был организован первый общепольский сейм. Королевский совет был преобразован в высшую палату сейма — сенат. Нижней палатой — палатой депутатов, стала «посольская изба». К середине XVII века сформировались три так называемых «сеймовых сословия», куда помимо двух палат входил король.
В начале XVI века в условиях столкновения сил магнатов, шляхты и церковных феодалов в Польше завершается процесс оформления сословной монархии. В 1501 году магнатам удалось добиться издания Мельницкого привилея, по которому власть переходила в руки сената, а королю практически отводилась роль его председателя. Но уже в 1505 году шляхта добилась издания Радомской конституции. Согласно этой конституции новые законы могли издаваться лишь с согласия обеих палат вального (общего) сейма, который стал высшим законодательным органом, ограничивающим королевскую власть в пользу феодалов. Со временем в сейме всё большую роль стала играть посольская изба.

## Сенат после образования Речи Посполитой
В 1569 году Королевство Польское и Великое княжество Литовское были объединены в конфедеративное государство — Речь Посполитую. Поскольку в Речи Посполитой король не управлял, на эту роль претендовал сенат, главой которого, впрочем, был монарх.

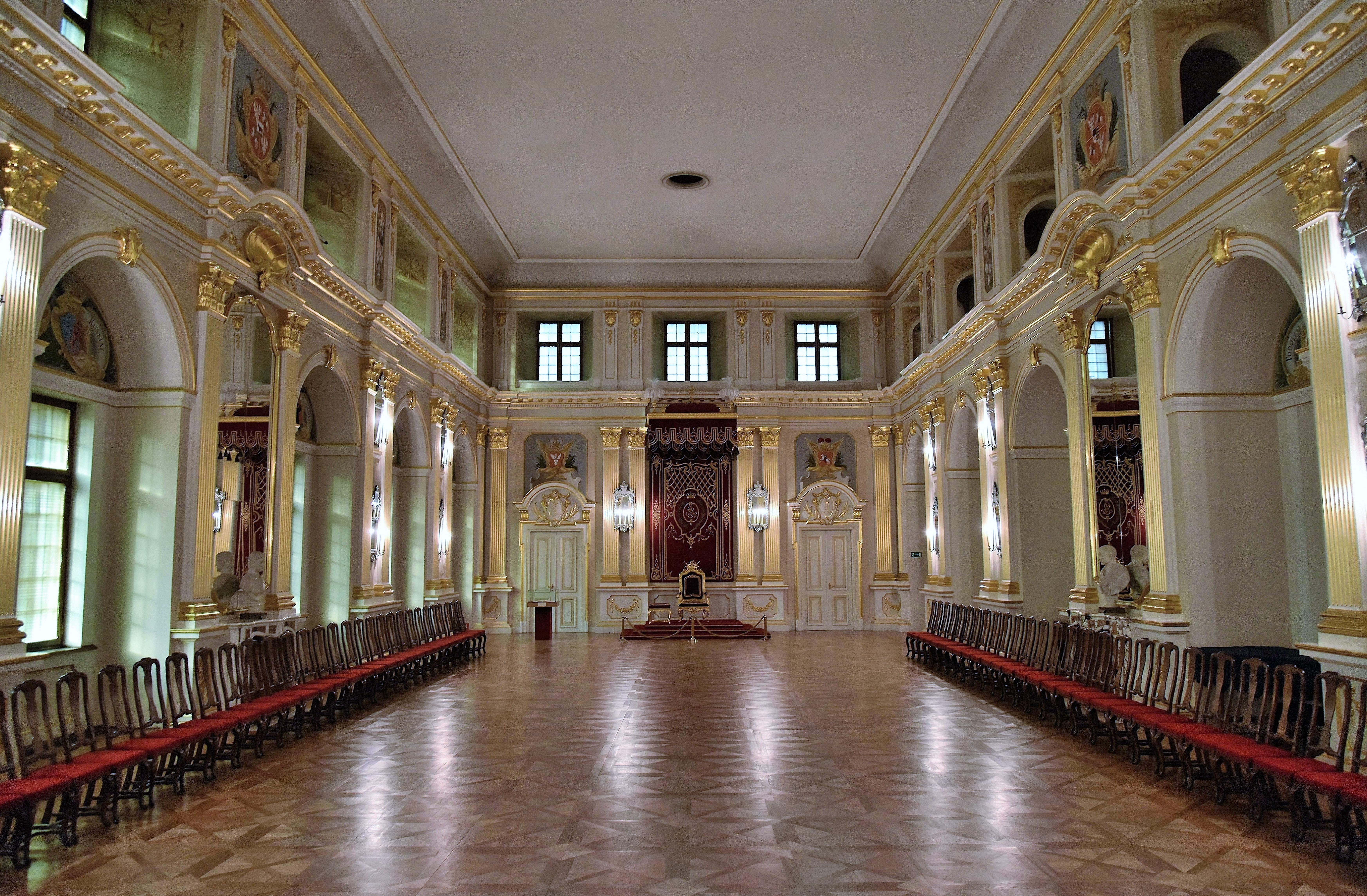
Сенаторский зал в Королевском дворце в Варшаве

В состав сената входили придворные сановники, католические епископы, высшие земские должностные лица — воеводы и каштеляны. Члены сената назначались пожизненно и фактически несли ответственность только перед Речью Посполитой. Сенату отводились в первую очередь совещательные функции. Для того, чтобы король не окружал себя собственными, тем более иноземными советниками, на сенаторов была возложена задача контролировать монарха. Сенаторы-резиденты, представлявшие постоянно действующий орган сейма, исполняли функцию постоянных королевских советников и отчитывались непосредственно перед сеймом. Но сенат так и не стал институтом государственного управления: роль монарха уменьшалась, а набиравшие силу магнаты нашли способы влияния на посольскую избу.
После принятия Конституции 3 мая 1791 года полномочия сената были значительно сокращены. Палата сенаторов состояла из епископов, воевод, каштелянов и министров (всего 132 человека), и находилась под председательством короля. Сенат утратил право законодательной инициативы и принятия законов в сейме и имел только право отлагательного вето. Если сенат налагал вето на закон, принятый депутатами, то после повторного принятия закона посольской избой следующей каденции (срока), сенат автоматически его утверждал. При этом постановления сейма (о временных взносах, оценке монеты, нобилитации, войне, мире и др.) принимались большинством голосов на совместном заседании обеих палат. На конституционном сейме, который должен был проводиться каждые 25 лет для пересмотра конституции, сенат выступал в качестве «совета старейшин», чье мнение не являлось обязательным для палаты депутатов.